# 諾西夫齊 (海辛區)
48°52′36″N 29°15′8″E / 48.87667°N 29.25222°E
諾西夫齊（烏克蘭語：Носівці），是烏克蘭的村落，位於該國西部文尼察州，由海辛區負責管轄，處於斯塔維齊亞河畔，始建於1377年，面積3.48平方公里，海拔高度238米，2001年人口1,046。